# بلوم سايكس
بلوم سايكس (بالإنجليزية: Plum Sykes)‏ (4 ديسمبر 1969، لندن في المملكة المتحدة)؛ كاتِبة، صحفية وروائية بريطانية.

## روابط خارجية
- بلوم سايكس على موقع IMDb (الإنجليزية)
- بلوم سايكس على موقع إن إن دي بي (الإنجليزية)